# Wahlenpark

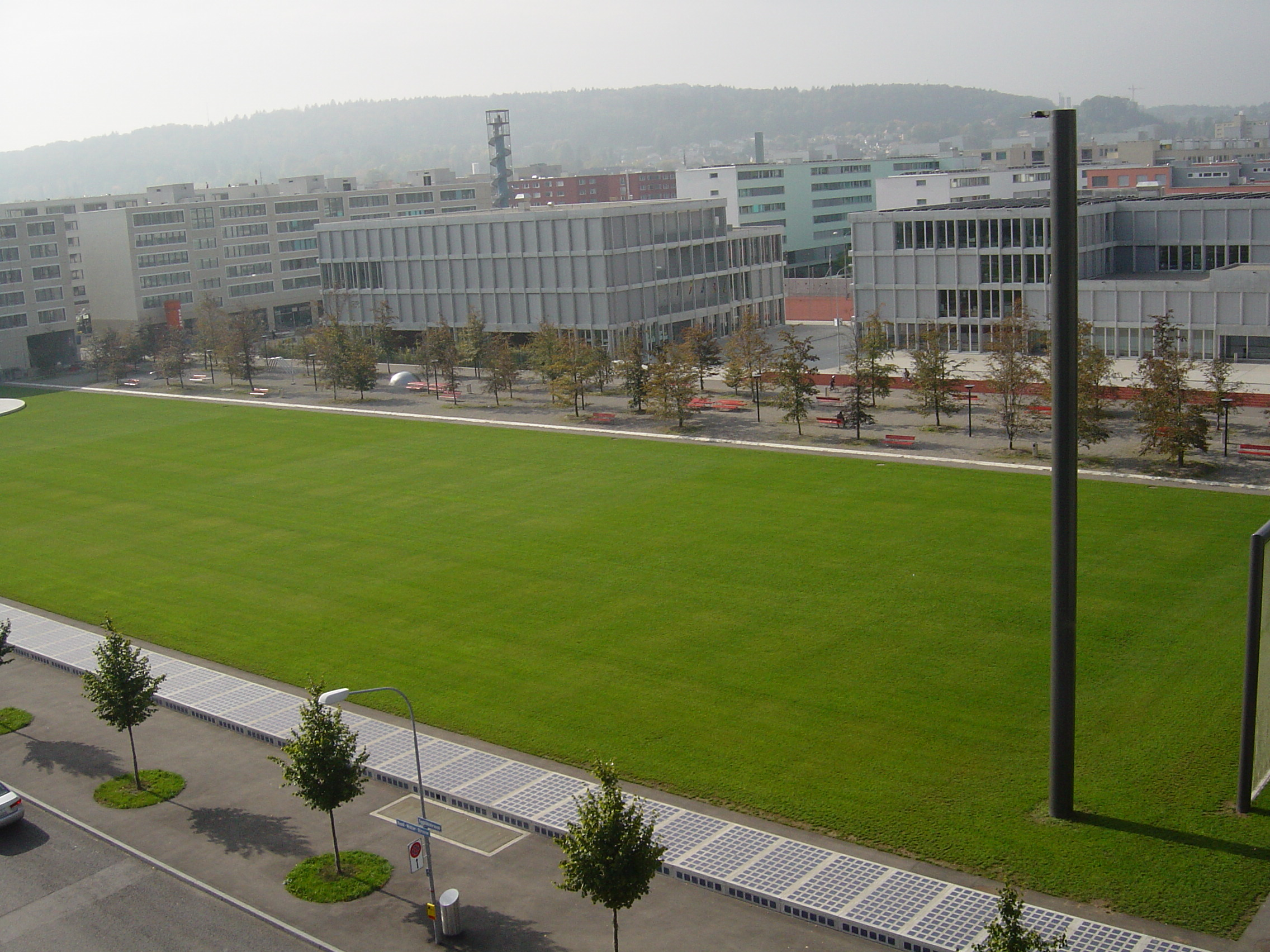
Blick von oben auf die Spielwiese. Ganz rechts im Bild ist der massive Lichtmast zu sehen.

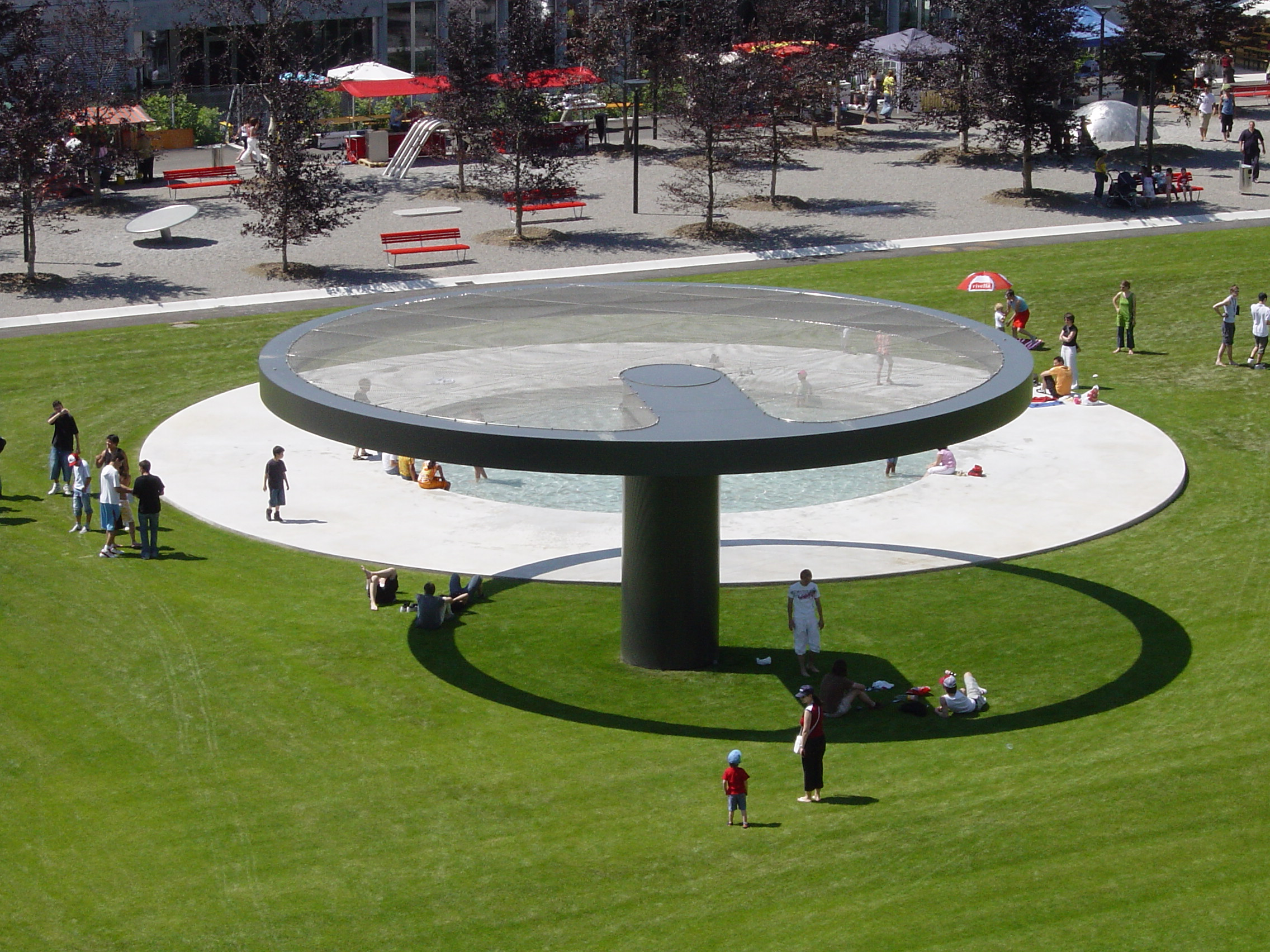
Das Wasserbecken mit dem auffälligen Schattendach.

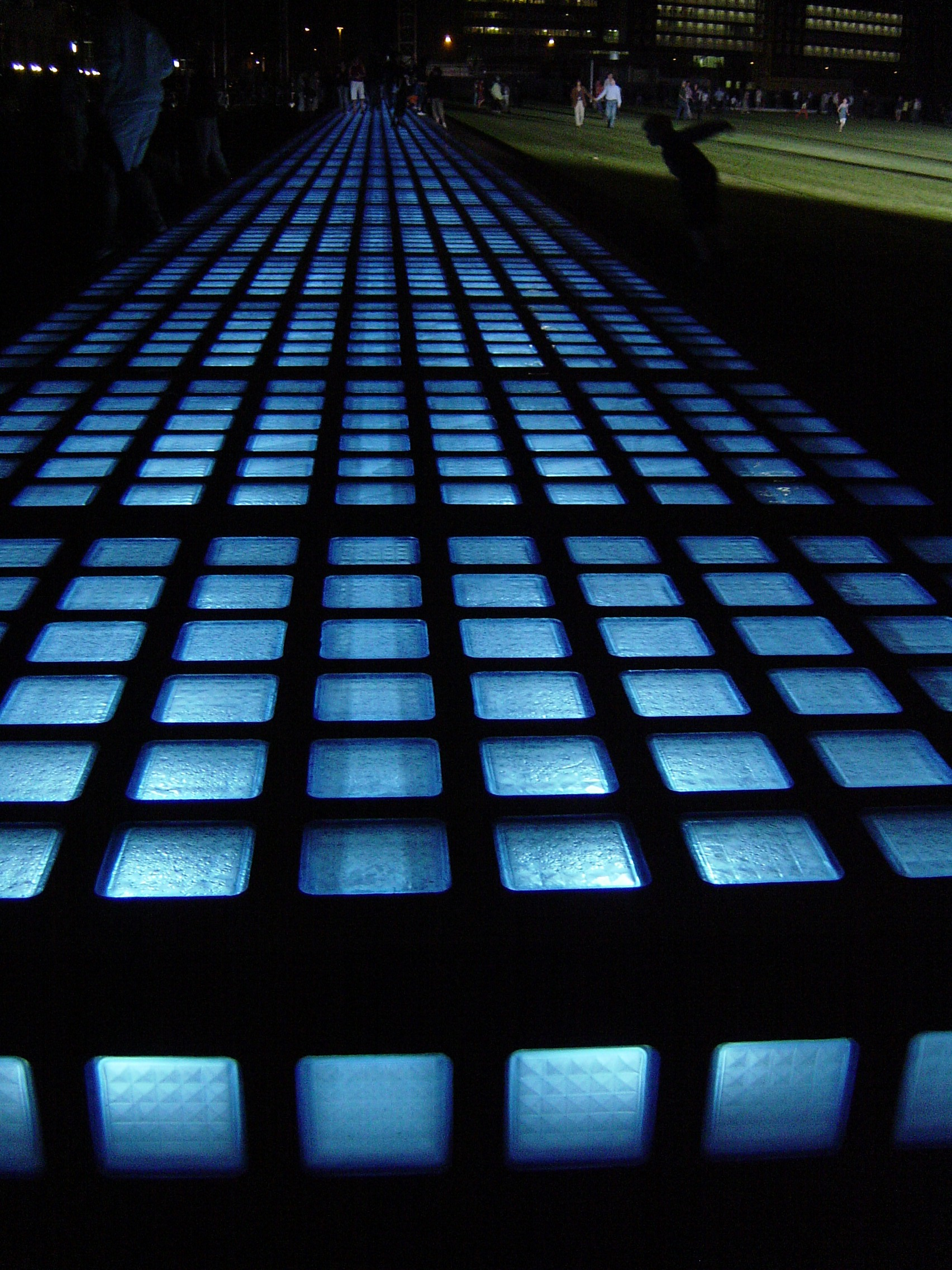
Der beleuchtete blaue Balken bei Nacht.

Der Wahlenpark ist eine 12'000 Quadratmeter grosse öffentliche Parkanlage im Quartier Oerlikon im Norden Zürichs. Der letzte der vier neuen Parks, die von Grün Stadt Zürich im Entwicklungsgebiet Zürich Nord Anfang des 21. Jahrhunderts gebaut wurden, liegt auf dem Areal der ehemaligen Akkumulatorenfabrik Oerlikon und grenzt an das Schulhaus Im Birch. Er wurde in den Sonderbauvorschriften für das Entwicklungsgebiet Zentrum Zürich Nord als Sportplatz und Parkanlage ausgewiesen und dient sowohl der Quartierbevölkerung als auch den Schülerinnen und Schülern des angrenzenden Schulhauses.

## Geschichte
Der Bevölkerung wurde der Wahlenpark im Juni 2005 mit einem Eröffnungsfest übergeben. Vorgängig wurden im Jahr 2001 der Oerliker Park, im 2002 der MFO-Park und im Jahr 2003 der Louis-Häfliger-Park eröffnet. Benannt ist der Wahlenpark nach Friedrich Traugott Wahlen, der sich während des Zweiten Weltkriegs für die Anbauschlacht, nach ihm auch Plan Wahlen benannt, mit viel persönlichem Einsatz engagierte. Aufgrund dieser Anbauschlacht, für die in den Städten öffentliche Parkanlagen in Ackerbauflächen umgewandelt wurden, konnte der Selbstversorgungsgrad der Schweizer Bevölkerung von 52 Prozent im Jahr 1939 auf 72 Prozent gesteigert werden.
Bei dem im Jahr 2001 ausgeschriebenen internationalen Wettbewerb konnte sich die Planergemeinschaft dipol Landschaftsarchitekten, Basel und Christopher T. Hunziker, Künstler und Architekt aus Zürich mit ihrem Projekt «RGB» gegen 31 Konkurrenten durchsetzen. Der Projektname steht für die Farben Rot, Grün und Blau, die den Park optisch klar strukturieren.

## Lage
Mit seinem linearen Gestaltungsprinzip schuf das Projekt klare stadträumliche Verhältnisse. Es zeichnet sich durch seine im Querschnitt einfache Lösung mit folgenden «Bausteinen» aus: 
voll (Gebäude/Schule Im Birch) – leer (Pausenplatz/Schule Im Birch) – voll (Baumfeld) – leer (Spielwiese). Eine mit Linden bepflanzte Baumreihe beschliesst den Park im Osten. Der Park ist in drei Bereiche unterteilt: Baumkörper (rot), Spielfeld (grün) und Promenade (blau). 
Das Baumfeld wurde als Allee mit 70 rotlaubigen Blutbuchen aus sieben verschiedenen Buchenarten bepflanzt und soll Assoziationen zu einem englischen Landschaftspark wecken. Spielgeräte und Sitzgelegenheiten erweitern das Angebot für die Kinder aus dem Quartier und der benachbarten Schulanlage.
An der von Linden eingerahmten Promenade erstreckt sich der vom Künstler Christopher T. Hunziker entwickelte 160 Meter lange und drei Meter breite Sitzbalken aus 7'000 blauen Glasbausteinen. Durch fluoreszierende Lichtröhren im Inneren leuchtet der Balken in der Nacht. Die Entstehung des Sitzbalkens, bzw. des sich darunter befindenden Kellerraums ist der Altlastensanierung geschuldet, für die vor Baubeginn des Wahlenparks der belastete Boden ausgehoben und entsorgt werden musste.
Die strapazierfähige Rasenfläche des Spielfelds ist 7'500 Quadratmeter gross. Ein grosses Wasserbecken mit einem Durchmesser von 11 Metern sowie einem auffälligen Schattendach lädt zum Abkühlen ein. Ein Ballfang schliesst das Spielfeld ab. Dessen doppelte Netzbespannung führt bei Schrägsicht zu einem sogenannten Moiré-Effekt. Ein skulptural gestalteter, massiver Lichtmast ermöglicht es, die Spielfläche auch bei Dunkelheit zu nutzen.
Der Park wird seit der Eröffnung sowohl von den Schülern des Schulhauses Im Birch als auch von der Bevölkerung gut aufgenommen und gern genutzt. 
In unmittelbarer Nähe zum Wahlenpark befindet sich der Oerliker Park.